# Haydée Tamzali
Haydée Tamzali, pseudonimo di Haydée Chikli (in arabo هايدي تمزالي‎?; Tunisi, 23 agosto 1906 – Tunisi, 20 agosto 1998), è stata un'attrice e giornalista tunisina.
Figlia del regista Albert Samama-Chikli, è nota per aver recitato nei suoi film, il che la rende probabilmente una delle prime attrici nel mondo arabo.

## Biografia
Haydée Tamzali nacque a Tunisi da Albert Samama-Chikli, regista ebreo tunisino e da Bianca Ferrero, italiana. Recitò per la prima volta nel 1921 nel primo film diretto da suo padre, Zohra, per il quale ottenne il ruolo di protagonista. Il cortometraggio, che fu il primo film di narrativa tunisino, fu proiettato per la prima volta al cinema Omnia Pathé di Tunisi il 21 dicembre 1922.
Il regista americano Rex Ingram, allora in Tunisia per le riprese del suo film L'arabo, la notò e intese assegnarle un ruolo creato appositamente per lei. Il padre di Haydée inizialmente rifiutò, per poi accettare, ma non lasciò che la figlia continuasse la carriera a Hollywood, in quanto aveva solo quindici anni. Nel 1923, Haydée recitò in un nuovo film del padre, La Fille de Carthage, di cui fu anche sceneggiatrice e che fu il primo lungometraggio prodotto in Tunisia diretto da un regista tunisino.
Nel 1930, si sposò e si trasferì in  Algeria. Tornò poi a Tunisi dove, negli anni '90, pubblicò una rubrica sul quotidiano La Presse de Tunisie, dove ogni domenica scriveva un racconto. Pubblicò anche un libro sulla cucina maghrebina che raccoglieva 444 ricette tunisine, algerine e marocchine, tra cui 33 diverse ricette di cuscus.
Nel 1996, Mahmoud Ben Mahmoud produsse il documentario Albert Samama Chikli, ce merveilleux fou filmant avec ses drôles de machines, che ripercorre la vita del pioniere del cinema tunisino Albert Samama-Chikli, in particolare attraverso le immagini dei suoi film e le testimonianze della figlia Haydée.
Madre di due figli, Haidée si convertì all'Islam, così come fece la madre.

## Filmografia
- Zohra, regia di Albert Samama-Chikli (1922)
- Aïn el Ghazal, regia di Albert Samama-Chikli (1923)
- L'arabo (The Arab), regia di Rex Ingram (1924)
- Un été à La Goulette, regia di Férid Boughedir (1996)